# Диего Веласкес
Диего Родригес де Силва и Веласкес (на испански: Diego Rodríguez de Silva y Velázquez) е испански художник от XVII век в двора на крал Филип IV.

## Биография

### Ранни години
Диего Веласкес е роден в андалуския град Севиля. Той е първото дете на Хуан Родригес де Силва и Херонима Веласкес и е кръстен в църквата „Свети Петър“ на 6 юни 1599 г. Родителите на Веласкес са дребни благородници, родени в Севиля, но семейството на баща му се преселва там от португалския град Порту в средата на 16 век.
Веласкес е възпитан в религиозен дух и получава добра начална подготовка в областта на езиците и философията, като намерението на родителите му е да продължи образованието си в хуманитарната област. Още в ранна възраст обаче той проявява дарби в рисуването и в продължение на една година учи при основоположника на Севилската школа Франсиско де Ерера. Предполага се, че от него той възприема техниката на рисуване с четки с дълги краища.
През 1611 г. Веласкес напуска ателието на Ерера и става чирак на Франсиско Пачеко, друг местен художник и преподавател. Макар и приеман обикновено за скучен и простоват, Пачеко понякога демонстрира директен реализъм, противоречащ на традицията на Рафаело Санцио, в която е възпитан. Веласкес остава при Пачеко в продължение на пет години, като изучава пропорцията и перспективата и следи отблизо литературния и артистичен живот на Севиля.

### Брак и деца
На 23 април 1618 г. Диего Веласкес се жени за Хуана Пачеко (1602 – 1660), дъщеря на неговия учител. Двамата имат две дъщери:
- Франсиска де Силва Веласкес и Пачеко (1619 – 1658), която по-късно се омъжва за художника Хуан Батиста Мартинес дел Мазо;
- Игнасия де Силва Веласкес и Пачеко, която се ражда през 1621 г. и умира малка.[1]

### Севилски период
Първите творби на юношата са изпълнени в жанра „бодегонес“ (bodegón (исп.)) и представляват битови сцени от народния живот, в които Диего се показва като великолепен наблюдател. В началото на 20-те години Веласкес вече е утвърден художник в родната Севиля. По това време той рисува няколко интересни жанрови картини, като „Старица пържи яйца“ (1618) и „Селяни на маса“ (1619), „Христос в дома на Мария и Марта“ (1618); „Закуската“; „Музикантите“.
- „Христос в дома на Мария и Марта“, 1618 г.
Лондонска национална галерия
- „Старица пържи яйца“, 1618 г.
Национална галерия на Шотландия
- Закуската
- „Музикантите“, 1618 г.
Берлинска картинна галерия

Те са подчинени на реалистичната линия. Не се вижда определен фон, а само тъмни петна. Фигурите са доста тромави и сковани, а целият колорит е подчинен на модната за онова време тъмна гама, наречена „тенебросо“. От ранните му картини е „Носачът на вода“, в която изразът на лицата и позите на телата са по-раздвижени.

### Ранен период в Мадрид
През април 1622 г. Диего Веласкес отива в столицата Мадрид с препоръчителни писма до Хуан де Фонсека, капелан на крал Филип IV, който е роден в Севиля. По настояване на Пачеко Веласкес рисува портрет на известния поет Луис де Гонгора. На път за Мадрид или на връщане оттам, по съвет на Пачеко или на Гонгора, той за пръв път посещава Толедо.
През декември 1622 г. умира Родриго де Вияндрандо, любимият придворен художник на краля, и Веласкес е извикан в Мадрид от Гаспар де Гусман Оливарес, всесилния министър, управляващ от името на малолетния крал Филип IV. Хуан де Фонсека му изпраща 20 дуката за пътните разноски и го настанява, заедно с тъста му Франсиско Пачеко, в собствения си дом. Веласкес рисува портрет на Фонсека, който е изпратен в двора, след което му е възложена поръчка за портрет на краля. На 15 август 1623 г. Филип IV позира пред него. Портретът е завършен за един ден и вероятно представлява само скица, но кралят и Оливарес остават доволни. Оливарес нарежда на Веласкес да се премести в Мадрид, като му обещава, че друг художник няма да рисува Филип IV, а всички негови дотогавашни портрети ще бъдат иззети. На следващата година кралят му изплаща 300 дуката, за да премести семейството си в столицата.
Тук той се запознава с едни от най-хубавите произведения на Тициан, Рубенс, Рафаело, както и на много стари и нови фламандски майстори, които влияят на неговия стил. С картината „Изгонването на маврите“, Веласкес печели един конкурс обявен от краля. Картината е унищожена при пожара в двореца през 1734 година. През 1628 г. в Испания пристига Рубенс. Диего, който работи в ателието му, рисува под негово влияние прочутата си картина „Бакхус“.

### Среден период
По препоръка на Рубенс крал Филип IV изпраща Веласкес в Италия. Там за две години Веласкес обикаля Венеция, Рим и Неапол, събира много впечатления и след завръщането си в Мадрид ги претворява в картината си „Ковачницата на Вулкан“, започната още в Рим. Най-голямо постижение от този период е „Предаването на Бреда“, която е с исторически сюжет. Тя пресъздава предаването на ключовете на брабантския град Бреда на 5 юни 1625 г. от холандците на испанците под командването на Маркиз де Шпиола.
В тези години испанският живописец създава и едни от най-хубавите си портрети – параден портрет на Филип, портрети на всемогъщия граф Оливарес, на принц Балтазар, на други велможи и цялата уродлива свита на дворцовите „туранес“ – шутове и джуджета.
Най-известни портрети:
- „Дон Хуан Матеос“ (1632);
- „Генерал Оливарес“ (1633);
- „Конният портрет на крал Филип IV“ (1635);
- „Папа Инокентий X“ (1648).

- „Дон Хуан Матеос“ (1632)
- „Генерал Оливарес“
- „Конният портрет на крал Филип IV“ (1635)
- „Папа Инокентий X“ (1648)

През пролетта на 1649 г. Веласкес заминава отново за Италия, за да закупи картини за украсата на преустроения „Алказар“. Той използва престоя си там да нарисува някои нови картини, като портрета на любимия си ученик Хуан де Пареха. Този портрет има незапомнен успех и академията на римските художници „Сан Лука“ избира Веласкес за свой член. Този факт е причина папа Инокентий Х да му поръча свой портрет.

### Късен период
След завръщането в Мадрид кралят го назначава за хофмаршал и го въздига в благороднически сан, който да се предава на потомците. След упорита работа се появяват знаменитите картини „Венера с огледалото“ – 1651 г. и „Менините“ (Las Meniñas) – 1656 г. Връх в изкуството му е творбата „Тъкачките“, последвана от прекрасни портрети на втората жена на Филип IV Испански – кралица Мариана Австрийска, на инфанта Маргарита-Тереза Испанска и сестра и Мария-Тереза Испанска – бъдеща жена на френския крал и картината „Меркурий и Аргус“ с митологичен сюжет. Портретите от късния период в творчеството на Веласкес в голяма степен са проникнати от артистичност и психологическа завършеност.
- „Венера с огледалото“, 1651
- „Тъкачките“, 1657, Прадо
- Мария-Тереза Испанска

### Смърт
През пролетта на 1660 г. в качеството си на хофмаршал Веласкес заминава за един остров между Испания и Франция да подготви украсата на мястото за бракосъчетанието на инфанта Мария-Тереза с младия Луи XIV. След като приключва със задачата си той се завръща в Мадрид, но болестта, от която страда, се е изострила и Веласкес издъхва.

## Творчество
Те са подчинени на реалистичната линия. Не се вижда определен фон, а само тъмни петна. Фигурите са доста тромави и сковани, а целият колорит е подчинен на модната за онова време тъмна гама, наречена „тенебросо“. От ранните му картини е „Носачът на вода“, в която изразът на лицата и позите на телата са по-раздвижени.
В мадридския период майсторството на художника се усъвършенства. Тогава той се обръща към редките за испанската живопис антични сюжети.
Портретите, създадени от Веласкес през 30-те и 40-те години, му носят заслужена слава на майстор в жанра. Макар в портретите на Веласкес в повечето случаи да отсъстват жестове и движение, те са необикновено реалистични и естествени. Фонът е подбран така, че максимално да откроява фигурата, цветовата гама е строга, но оживена от внимателно подбрани съчетания на цветовете. Веласкес съумява чрез портрета да предаде характера на човека, да покаже противоречивостта на чертите от характера.

## Известни картини в хронология
- „Закуска“ (1617)
- „Продавач на вода“ (1618)
- „Старица пържи яйца“ (1618)
- „Поклонението на влъхвите“ (1619, Прадо, Мадрид)
- „Селяни на маса“ (1619, Музей за изящни изкуства (Будапеща))
- „Христос в дома на Марта и Мария“ (1620, Лондон, Националната галерия)
- „Изгонването на маврите“ (1627, Прадо, Мадрид)
- „Бакхус“ (1628, Прадо, Мадрид)
- „Ковачницата на Вулкан“ (1630, Прадо, Мадрид)
- „Портрет на генерал Оливарес“ (1633, Ермитаж, Санкт-Петербург)
- „Предаването на Бреда“ (1634, Прадо, Мадрид)
- „Конният портрет на крал Филип IV“ (1635, Прадо, Мадрид)
- „Папа Инокентий X“ (1648, Рим)
- „Инфанта Мария-Тереза“ (1651, Ню Йорк)
- „Крал Филип IV“ (1656, Прадо, Мадрид)
- „Придворни дами“ (на испански: Las Meninas 1657, Прадо, Мадрид)
- „Предачки“ (1657)
- „Инфанта Маргарита“ (1660, Прадо, Мадрид)